# Riccia stricta
Riccia stricta là một loài rêu trong họ Ricciaceae. Loài này được (Gottsche, Lindenb. & Nees) Perold mô tả khoa học đầu tiên năm 1990.